# Carol Vereș
Carol Vereș (12 de abril de 1926-20 de febrero de 2017) fue un deportista rumano que compitió en remo. Ganó una medalla en el Campeonato Mundial de Remo de 1962 y dos medallas en el Campeonato Europeo de Remo de 1958.

## Palmarés internacional
| Campeonato Mundial | Campeonato Mundial | Campeonato Mundial | Campeonato Mundial |
| Año                | Lugar              | Medalla            | Prueba             |
| ------------------ | ------------------ | ------------------ | ------------------ |
| 1962               | Lucerna (Suiza)    | Medalla de plata   | Dos con timonel    |
| Campeonato Europeo |                    |                    |                    |
| Año                | Lugar              | Medalla            | Prueba             |
| 1958               | Poznań (Polonia)   | Medalla de plata   | Cuatro sin timonel |
| 1958               | Poznań (Polonia)   | Medalla de bronce  | Dos sin timonel    |